# Konnur (Rural), Gokak
Konnur (Rural) là một làng thuộc tehsil Gokak, huyện Belgaum, bang Karnataka, Ấn Độ.